# Грімненська загальноосвітня школа
Грі́мненська загальноосві́тня школа пе́ршого-тре́тього ступені́в  — школа в Україні, в селі Грімне Городоцького району Львівської області. Кількість учнів становить 117 осіб. Кількість вчителів ≈ 25.[джерело?]
Школа розташована майже в центрі села Грімне. Школа також забезпечує навчанням дітей, що живуть у найближчих населених пунктах. Кількість учнів щороку зменшується.
Щороку найкращі учні їздять у Городок на змагання із різних видів спорту (теніс настільний, шахи, волейбол, стрільба з пневматичної гвинтівки, шашки, гирьовий спорт, п'ятиборство, біг на різні дистанції, кидання ядра та інші).

## Директори
Голубник Григорій Федорович — був директором Грімненської ЗОШ до 2011 року. Вчитель фізики і математики. Живе у Грімні. За роки його директорування було обладнано кабінет інформатики.
Кіндрат Богдан Федорович — директор Грімненської ЗОШ із 2011 року, вчитель фізики і астрономії. Сам живе в Комарні. Був директором у Городку. Одружений. Жінка — викладач фізики. За роки його директорування був зроблений ремонт спортзалу та оснащення його інвентарем.

## Випускники
Зі школи у 2012 році випустилося 26 учнів.
У 2011 році класним керівником випускників була Когут Зеновія Романівна.[джерело?]

## Посилання

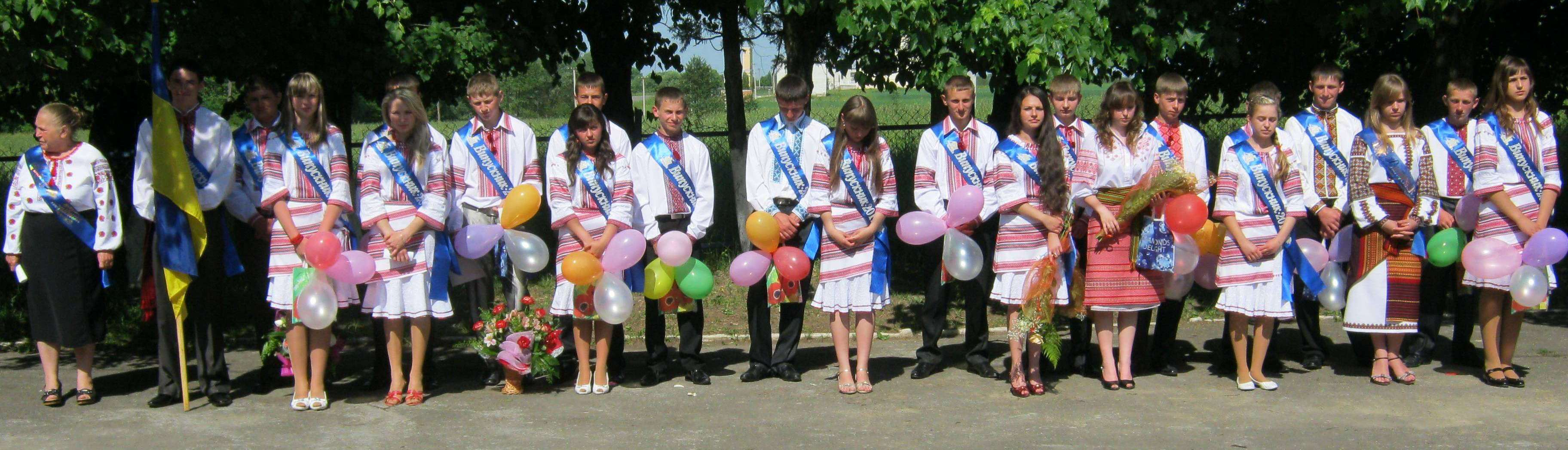
Випуск 2011